# Diclidurus albus
Espèce
Statut de conservation UICN

 LC  : Préoccupation mineure
Répartition géographique
Diclidurus albus, qui a pour nom commun chauve-souris fantôme du Nord, est une espèce sud-américaine de chauve-souris de la famille des Emballonuridae.

## Description
La chauve-souris fantôme du Nord est la seule espèce de chauve-souris, avec Ectophylla alba, dont la fourrure est entièrement blanche ou gris pâle, avec un peu de pelage basal gris foncé. Le nom latin de l'espèce albus signifie "blanc" et fait référence à la couleur de la fourrure. Le visage est presque sans poils. Les oreilles sont jaunâtres. L'uropatagium n'est pas pigmentée, mais est rose en raison des nombreux vaisseaux sanguins. Contrairement aux autres membres de la famille des Emballonuridae, il n'a pas de sacs alaires, mais plutôt une grande structure glandulaire située au centre par rapport à son uropatagium.
Le museau est court et pointu, les yeux sont relativement grands. Les oreilles sont courtes, triangulaires au bout pointu et jaunâtres. Le tragus est court, large avec une extrémité arrondie.
La longueur de la tête et du corps atteint entre 6,8 et 8,2 cm, la queue mesure 1,8 à 2,2 cm, le pied mesure 1 à 1,2 cm, l'oreille atteint une taille de 1,7 cm, tandis que l'avant-bras mesure entre 6,3 et 6,9 cm.
La chauve-souris fantôme du nord se distingue des autres membres de son genre par la présence d'un pouce vestigial avec une griffe presque absente. Parmi la population de chauves-souris fantômes du Nord, le dimorphisme sexuel est présent. Les mâles ont tendance à être légèrement plus grands que les femelles.
La chauve-souris fantôme du nord a un os de clavicule largement formé, avec de grandes zones de fixation pour le muscle pectoral. Il a également une grande structure glandulaire sur son uropatagium. On pense que la signification fonctionnelle de cette structure glandulaire est analogue à celle des sacs alaires chez d'autres Emballonuridaes. Lors de la reproduction, les sacs alaires des autres Emballonuridae s'agrandissent pour attirer les femelles.
Les animaux adultes pèsent entre 17 et 24 g.

## Répartition
L'aire de répartition de la chauve-souris fantôme du Nord s'étend du Mexique, en passant par l'Amérique centrale, à l'Amérique du Sud jusqu'au Pérou.
Il vit dans les forêts tropicales et côtières entre le niveau de la mer et 1 500 m d'altitude.

## Comportement
On sait très peu de choses sur les habitudes de la chauve-souris fantôme du Nord. 

### Sociabilité
Tout au long de l'année, les animaux vivent principalement solitaires, bien qu'ils se rassemblent en groupes de quatre animaux maximum, généralement un mâle avec plusieurs femelles, en janvier et février.
Bien que les chauves-souris fantômes préfèrent se percher en colonies, elles ne se perchent actuellement qu'en petits groupes au mieux en raison d'un manque de sites de repos qui soutiennent de plus grandes colonies; des colonies de plus de 100 chauves-souris dans un même endroit sont rarement observées.

### Reproduction
Le pénis de la chauve-souris fantôme du Nord n'emploie pas de baculum, mais est plutôt composé de quatre corps cartilagineux. Il mesure environ 5,5 mm de long et 3,1 mm de diamètre. Le gland du pénis est de couleur blanche et le prépuce est enfermé dans une couche de poils courts et fins. Les testicules sont en forme de fuseau, symétriques et enfermés dans une tunique noire. Chez les femelles, les ovaires sont de forme ovoïde et mesurent environ 2,8 mm de long et 0,8 mm de diamètre.
L'accouplement est susceptible de se produire en janvier et février alors que les mâles et les femelles se trouvent ensemble dans des endroits suspendus. Les femelles enceintes d'un individu furent capturées entre janvier et juin, c'est pourquoi on suppose que la chauve-souris fantôme a un seul ovule par cycle.
Les femelles, lorsqu'elles sont sur le point de mettre bas, s'éloignent des mâles et s'installent dans des grottes avec d'autres femelles de la même espèce. Les nouveau-nés peuvent être vus sur le dos de leur mère pendant le vol. Le moment du sevrage et l'âge de la maturité sexuelle sont inconnus.

### Habitat
Les chauves-souris fantômes du Nord se perchent fréquemment dans des grottes, à l'air libre ou dans des palmiers. Lorsqu'elles se perchent dans les palmiers, les chauves-souris individuelles ont tendance à occuper l'espace le plus proche du rachis (tige) de la feuille de palmier.
Pendant la journée, des animaux individuels pendent sous des feuilles de palmier, où ils sont étonnamment bien camouflés malgré leur coloration blanche. On pense que les prédateurs perçoivent les animaux comme des trous dans la feuille à travers lesquels le soleil brille, ou qu'ils confondent la chauve-souris avec un nid de guêpes cartonnières du genre Polybia.

### Alimentation
Comme tous les Emballonuridae, la chauve-souris fantôme du Nord est un pur insectivore, principalement de papillons de nuit. Les vols de recherche de nourriture ont lieu au-dessus de la canopée, c'est pourquoi cette espèce est rarement capturée dans des filets au niveau du sol. Il vole haut au-dessus du sol dans les espaces ouverts lorsqu'il se nourrit, généralement de manière droite. Au Costa Rica, il est connu pour chanter en se nourrissant. On pense que les sons qu'il émet pendant ses chants sont uniques au genre.